# レズギスタン
レズギスタン（英：Lezgistan）は、ロシア連邦、ダゲスタン共和国南部及び、アゼルバイジャン共和国北部のレズギ人が居住する地域。レズギ語の分布地域でもある。

## 歴史

### 名称の発生
ヘロドトス、ストラボン、大プリニウスなどの古代ギリシアの歴史学者は、コーカサス地方のカフカス・アルバニアに住んでいた民族をレゴイ人と呼んでいたのに対し、、9世紀から10世紀の歴史家、アル・マスウーディーは、現在の南部ダゲスタンにあったラクズ王国の住民をラクザム（レズギン）と呼んでいた。この「レズギン」が、レズギスタンの名前の元となった。

### ソ連統治下と独立への取り組み
ロシア革命以前までには、「レズギン」という用語は、現・ダゲスタン共和国に居住するすべての民族に適用されていた。その中で、レズギ人の自治領、すなわち「レズギスタン」という最初の概念は、1936年、ヨシフ・スターリンの統治下で表明された。ソ連の崩壊後、アゼルバイジャンとロシア領ダゲスタン共和国のレズギ人居住地域に統一レズギスタンを創設する民族回復運動が展開された。1991 年 12 月、複数のレズギ人の団体がレズギ人全国会議を開催。会議では、ダゲスタンとアゼルバイジャンのレズギ人居住地区を統合した国家体を持つ独立したレズギスタンの創設を求める宣言が採択された。レズギスタンの主要な分離独立を求める団体は、主にサドヴァル独立運動、レズギ民族文化自治連邦、サムールなどがある。